# Gilles Verdez
Pour les articles homonymes, voir Verdez.
Gilles Verdez, né le 8 août 1964 à Saint-Germain-en-Laye, est un journaliste et chroniqueur audiovisuel français.
Il exerce sa profession de journaliste dans la presse écrite entre 1989 et 2012 en commençant comme reporter au Parisien et en étant directeur adjoint puis directeur des sports à France-Soir. Il est aussi présent à la radio et à la télévision en tant que consultant et est notamment connu comme chroniqueur dans l'émission Touche pas à mon poste ! entre 2013 et 2025. 
Il est également coauteur d'ouvrages sur le football en France et la politique.

## Biographie

### Formation professionnelle
Gilles Verdez est diplômé du Centre de formation des journalistes de Paris (promotion 1988).

### Presse écrite
Gilles Verdez devient journaliste-reporter au journal Le Parisien en 1989 et y exerce jusqu'en 1996. Il est sur l'une des tribunes qui s'écroulent et fait partie des blessés, le 5 mai 1992, lors de la catastrophe de Furiani lors de la demi-finale de la Coupe de France,,.
De 1996 à 1999, il est grand reporter au journal L'Équipe[réf. nécessaire].
En septembre 2009, alors rédacteur en chef du Parisien, il est licencié par le directeur général Jean Hornain, avec le directeur de la rédaction Dominique de Montvalon et l'autre rédacteur en chef Philippe Duley, en raison d'une baisse des ventes de 4 %.
En novembre 2009, il devient directeur adjoint de la rédaction de France-Soir puis directeur du service des sports d'août 2011 à la fermeture, en janvier 2012.

### Audiovisuel

#### Premières apparitions télévisées
Gilles Verdez fait sa première apparition à la télévision en 1990, dans l'émission de débats Ciel mon mardi ! présentée par Christophe Dechavanne sur TF1, en intervenant lors d'un numéro sur le nucléaire. Il apparait également dans un reportage du journal télévisé de TF1[réf. nécessaire].

#### Intervenant sur CNews et à la radio
Il est chroniqueur dans l'émission On refait le match sur RTL. Il intervient comme consultant sportif sur I-Télé devenue CNews et sur RFI.
Il a aussi été chroniqueur de Cyril Hanouna à la radio de 2014 à 2015 dans l'émission Les Pieds dans le plat sur Europe 1.

#### Touche pas à mon poste!
De septembre 2013 à mars 2025 il est chroniqueur dans l'émission Touche pas à mon poste ! de Cyril Hanouna sur D8 renommée C8 puis sur le canal vidéo éphémère en diffusion en direct sur Internet intitulé TPMP. Depuis son arrivée dans l'émission Touche pas à mon poste !, il est connu pour ses coups de gueule, sa voix nasillarde et son côté décalé, déclenchant régulièrement des polémiques,,,.
Le 19 avril 2016, alors que Touche pas à mon poste ! est diffusé en direct, l'animateur-producteur Cyril Hanouna envoie Gilles Verdez déguisé en livreur de pizzas importuner le rappeur JoeyStarr alors en coulisses avant son propre direct pour l'émission Nouvelle Star où il est juré. Celui-ci goûte peu la plaisanterie et encore moins les tentatives du journaliste de l'embrasser, et après lui avoir lancé un avertissement, lui assène alors une gifle, toujours en direct dans TPMP, devant deux millions de téléspectateurs. Cet acte inattendu provoque d'abord l'hilarité puis la stupéfaction sur le plateau et la caméra revient sur la loge de la Nouvelle Star et l'on voit un rapide coup de pied de JoeyStarr destiné à éloigner Verdez. Ce dernier se retire et Cyril Hanouna remarque sur l'écran que son chroniqueur saigne à la tempe, blessé par une bague de Morville. Cyril Hanouna entre alors dans une colère incontrôlée, et multiplie les menaces à l'antenne envers le chanteur. Lors du prime de la Nouvelle Star, l'animatrice Laurie Cholewa évoque brièvement l'événement afin d'avoir la réaction de JoeyStarr. Celui-ci refuse net de s'excuser, déclarant : « On n’est pas des pantins, tu vas chez les gens, tu t’annonces, ça s’appelle le respect. ». Le Conseil supérieur de l'audiovisuel, face à l'ampleur prise par l'« affaire », publie le 9 mai une mise en garde contre C8.

#### Autres émissions
Tout en restant consultant sur CNews et chroniqueur dans TPMP, Gilles Verdez participe à d'autres émissions : 
En 2015-2016, il a été chroniqueur dans l'émission Touche pas à mon sport ! sur D8, en tant que spécialiste du football.
En juin 2018, il prend la présentation d'un nouveau rendez-vous quotidien sur la chaîne d'information CNews intitulé Le journal des faits divers diffusé en début d'après-midi. L'émission est vite renommée Le grand JT des faits divers pour des questions de droits,. Déprogrammée en novembre 2018, en raison de l'actualité du mouvement des Gilets jaunes, l'émission n'est pas reconduite par CNews en janvier 2019[réf. nécessaire].
De 2019 à 2020, il est chroniqueur dans C'est que de la télé ! présenté par Valérie Bénaïm sur C8.
De février à  décembre 2024, il participe également à l'émission Face à Hanouna sur la même chaîne.

### Affaire judiciaire
En 2021, il est condamné à 5 000 euros pour diffamation envers Bernard de La Villardière qu'il avait notamment traité d'« islamophobe ».

### Vie privée
Il s'est marié une première fois à Cuba. En 2022, il se remarie avec Fatou. Il a une fille d'un précédent mariage et sa nouvelle épouse a également des enfants.

## Publications
Gilles Verdez a publié des ouvrages aussi bien sur le milieu sportif (en particulier le football) que sur la politique :
- Vanessa Caffin et Gilles Verdez, Les années Jacquet, 1999.
- Vanessa Caffin et Gilles Verdez, Les années Lemerre, éditions Solar, 2001.
- Eugène Saccomano et Gilles Verdez, Le roman noir des bleus, éditions de La Martinière, 2010.
- Matthieu Suc et Gilles Verdez, La face cachée de Franck Ribéry, Paris, éditions du Moment, 2011, 210 p. (ISBN 978-2-35417-126-1 et 2-35417-126-9)
- Arnaud Hermant et Gilles Verdez, Le PSG, le Qatar et l'argent : l'enquête interdite, Paris, éditions du Moment, 2013, 256 p. (ISBN 978-2-35417-193-3 et 2-35417-193-5)
- Arnaud Ramsay et Gilles Verdez, Champions du monde 98 : secrets et pouvoir, Paris, éditions du Moment, 2014, 246 p. (ISBN 978-2-35417-288-6 et 2-35417-288-5)
- Jacques Hennen et Gilles Verdez, Le Conquistador : Manuel Valls, les secrets d'un destin, Paris, éditions du Moment, 2014, 279 p. (ISBN 978-2-35417-325-8 et 2-35417-325-3)
- Eugène Saccomano, Gervais et Gilles Verdez, Allez le PSG !, Pat a Pan Éditions, 2013.
- Guillaume Évin et Gilles Verdez, Les Vipères du foot, Paris, éditions du Moment, 2015, 205 p. (ISBN 978-2-35417-374-6 et 2-35417-374-1)
- Jacques Hennen et Gilles Verdez, Le système Benzema, éditions Mazarine, 2016.
- Tous menteurs ? Tout et son contraire en politique, éditions Le Cherche Midi, 2017.

## Activités audiovisuelles

### Radio
Sauf indication contraire, les assertions de cette section sont sourcées dans la section « Biographie » du présent article
- Chroniqueur de l'émission On refait le match sur RTL
- 2015-2016 : chroniqueur de l'émission Les Pieds dans le plat ! sur Europe 1
- 2024 : chroniqueur de l’émission On marche sur la tête sur Europe 1

### Télévision
- Intervenant/consultant sur I-Télé devenue CNews
- 2013-2025 : Touche pas à mon poste ! sur D8 devenue C8 puis sur TPMP (chaîne de Cyril Hanouna) : chroniqueur
- 2015-2016  : Touche pas à mon sport !  sur C8 : chroniqueur
- 2018  : Le grand JT des faits divers (initialement nommé Le journal des faits divers) sur CNews : présentateur
- 2019-2020 : C'est que de la télé sur C8 : chroniqueur
- 2024 : Face à Hanouna sur C8 : chroniqueur.

## Filmographie
En 2020, il fait une apparition dans la série télévisée Validé de Franck Gastambide, avec toute l'équipe de TPMP, où il y interprète son propre rôle de chroniqueur[réf. nécessaire].

## Distinctions
- Prix de littérature politique Edgar-Faure en 2013 pour Le Conquistador : Manuel Valls, les secrets d'un destin[21]